# Autoportrait à la robe de velours
Autoportrait à la robe de velours – en espagnol Autorretrato con traje de terciopelo – est un tableau réalisé par la peintre mexicaine Frida Kahlo en 1926, alors qu'elle est en convalescence à la suite d'un accident de la route. Cette huile sur toile est un autoportrait en buste de l'artiste devant une mer aux vagues stylisées. La jeune femme s'y représente vêtue d'une robe de velours rouge sombre, son cou particulièrement allongé suggérant l'influence de Parmigianino et d'Amedeo Modigliani. Créée à l'intention d'un ancien petit ami qu'elle tente de récupérer, l'œuvre demeure la propriété de ce dernier jusqu'à sa disparition en 1990. Elle est conservée au musée Frida-Kahlo de Mexico.